# Кубок (фильм)
«Кубок» (Phörpa) — комедия бутанского режиссёра Кхьенце Норбу. Премьера состоялась 29 августа 1999 года.
Фильм почти полностью был снят в колонии тибетских беженцев неподалёку от деревни Бир (Химачал-Прадеш, Индия).
Продюсер Джереми Томас познакомился с Кхьенце Норбу на съёмках фильма Бернардо Бертолуччи «Маленький Будда».

## Сюжет
В фильме рассказывается о подростках-монахах в отдалённом гималайском монастыре, которые очень любят футбол и отчаянно пытаются получить телевизор, чтобы посмотреть финал чемпионата мира по футболу 1998 года.

## В ролях
| Актёр          | Роль         |
| -------------- | ------------ |
| Оргьен Тобгьял | Геко         |
| Нетен Чоклинг  | Лодо         |
| Джамьянг Лодро | Оргьен       |
| Лама Чонджор   | лама         |
| Лама Годхи     | пожилой лама |
| Тинлей Нуди    |              |
| Кунсанг Ньима  | Палден       |

## Выпуск фильма
«Кубок» был выпущен на DVD 13 ноября 2007 года в Северной Америке. DVD включал также документальный фильм «Внутри Кубка» (англ. Inside The Cup), в котором можно увидеть рассуждения режиссёра о фильме, кинематографе в целом и буддийской философии.

## Награды
- Специальный приз жюри на Международном кинофестивале в Амьене (1999)
- Приз зрительских симпатий на кинофестивале в Гарданне (1999)
- Специальный приз жюри на Международном кинофестивале в Керала (2000)
- Приз будущего на кинофестивале в Мюнхене (1999)
- Приз ФИПРЕССИ на Международном кинофестивале в Пусане (1999)